# 972.
◄ | 9. stoljeće | 10. stoljeće | 11. stoljeće | ►
◄ | 940-ih | 950-ih | 960-ih | 970-ih | 980-ih | 990-ih | 1000-ih | ►
◄◄ | ◄ | 969. | 970. | 971. | 972. | 973. | 974. | 975. | ► | ►►
Astronomija • Knjige • Književnost • Kršćanstvo • Pravo • Promet

## Događaji
- Dubrovčani uzimaju Svetog Vlaha za svojeg zaštitnika

## Smrti
- 6. rujna – Ivan XIII., papa

## Vanjske poveznice
|  | Zajednički poslužitelj ima još gradiva o temi 972. |